# Ла-Кросс (Флорида)
Ла-Кросс (англ. LaCrosse) — небольшой город (таун), расположенный в округе Алачуа (штат Флорида, США) с населением в 143 человека по статистическим данным переписи 2000 года.

## География
По данным Бюро переписи населения США Ла-Кросс имеет общую площадь в 3,37 квадратных километров, водных ресурсов в черте населённого пункта не имеется.
Город Ла-Кросс расположен на высоте 44 м над уровнем моря.

## Демография
По данным переписи населения 2000 года в Ла-Кросс проживало 143 человека, 37 семей, насчитывалось 62 домашних хозяйств и 64 жилых дома. Средняя плотность населения составляла около 42,43 человека на один квадратный километр. Расовый состав населённого пункта распределился следующим образом: 76,92 % белых, 21,68 % — чёрных или афроамериканцев, 1,40 % — представителей смешанных рас, Испаноговорящие составили 6,99 % от всех жителей.
Из 62 домашних хозяйств в 19,4 % воспитывали детей в возрасте до 18 лет, 45,2 % представляли собой совместно проживающие супружеские пары, в 8,1 % семей женщины проживали без мужей, 40,3 % не имели семей. 32,3 % от общего числа семей на момент переписи жили самостоятельно, при этом 8,1 % составили одинокие пожилые люди в возрасте 65 лет и старше. Средний размер домашнего хозяйства составил 2,31 человек, а средний размер семьи — 2,89 человек.
Население города по возрастному диапазону по данным переписи 2000 года распределилось следующим образом: 17,5 % — жители младше 18 лет, 10,5 % — между 18 и 24 годами, 25,9 % — от 25 до 44 лет, 31,5 % — от 45 до 64 лет и 14,7 % — в возрасте 65 лет и старше. Средний возраст жителей составил 42 года. На каждые 100 женщин в Ла-Кросс приходилось 107,2 мужчин, при этом на каждые сто женщин 18 лет и старше приходилось 110,7 мужчин также старше 18 лет.
Средний доход на одно домашнее хозяйство составил 22 750 долларов США, а средний доход на одну семью — 29 583 доллара. При этом мужчины имели средний доход в 24 286 долларов США в год против 31 250 долларов среднегодового дохода у женщин. Доход на душу населения составил 22 750 долларов в год. Все семьи имели доход, превышающий уровень бедности, 28,5 % от всей численности населения находилось на момент переписи населения за чертой бедности, при этом 28,6 % из них были моложе 18 лет и 65,0 % — в возрасте 65 лет и старше.